# Little Falls (town, New York)
Pour les articles homonymes, voir Little Falls.
Ne doit pas être confondu avec Little Falls (New York).
Little Falls est une ville située dans le comté de Herkimer, dans l'État de New York, aux États-Unis,. En 2010, elle comptait une population de 1 587 habitants.

## Démographie
Lors du recensement de 2010, la ville comptait une population de 1 587 habitants. Elle est estimée, en 2016, à 1 524 habitants.